# Історико-природний парк Ширкент
Історико-природний парк Ширкент (тадж. Боғи таърихию табиии Ширкент) — національний парк Таджикистану, розташований на території Турсунзадевського району, в басейні однойменної річки, на південних схилах Гісарського хребта.

## Історія
Історико-природний парк Ширкент організовано 21 травня 1991 року Рішенням Турсунзадівського міськвиконкому з метою збереження генофонду унікальної фауни та флори, культурних цінностей, а також для організації екологічного туризму.
Ініціативу, підготовку рішення та подальші кроки з обґрунтування парку були розпочаті працівником Держкомприроди Таджицької РСР, керівником ВТК з обґрунтування перших парків, начальником ООПТ Бузуруковим Ан. Д. Даний парк став першим природним (регіональним) у Таджицькій РСР з метою збереження генофонду унікальної фауни та флори, культурних цінностей, а також для організації екологічного туризму. Проект обґрунтування був розроблений за участю провідного спеціаліста районного планування Єрьоменко В. Ф., до геологічної описової частини був залучений геолог Новіков В. П., якого надалі формально призначили заступником з науки Ширкентського І. П., враховуючи його бажання покинути тихо Таджикистан і знайти без труднощів аналогічну роботу в Росії.

## Фізико-географічна характеристика
Ширкентський парк розташований у басейні однойменної річки на південних схилах Гісарського хребта. Має в основному природні кордони, з півночі він обмежений хребтом Мечетлі (Колирга), із заходу та сходу — вододілами із сусідніми річками Обізаранг та Каратаг; південний кордон парку проходить поблизу с. Ширкент. У північній частині парку розташоване поселення Пашмікухна, поблизу південного кордону розташовуються руїни Киргизкішлаку. Територія парку становить площу 3000 га. Природні умови долини Ширкент багато в чому типові для південних схилів Гісарського хребта.
Клімат порівняно з кліматом інших високогірних районів сухіший і холодніший. Літо тут менш спекотне, зима суворіша і триваліша, а осінні та весняні періоди скорочені. Середньорічна температура коливається від 11 градусів у теплому поясі, на висоті 1800 м, і до 8 градусів на висоті 3000 м.
Середньорічна висота снігового покриву в лютому сягає 60-70 см, а загальна кількість днів, у яких тримається сніг — від 100 до 130.
Рельєф парку Ширкент характеризується сильним розсіченням і різницею в абсолютних висотах від 4000-4500 м на півночі до 800—1000 м на півдні.

## Пам'ятка неживої природи
Пам'ятка неживої природи поєднує близько 40 унікальних об'єктів, пов'язаних із такими категоріями: геологічні, гідрологічні, гляціологічні.
Найзначнішими у цій низці є три різновікові місцезнаходження слідів динозаврів, із загальною кількістю відбитків ніг вимерлих ящерів понад 400. До рідкісних відносяться також викопні сліди свердління кам'яноточців і гігантські знаки хвильової брижів, тріщини усихання морського мулу і релікти кори вивітрювання в розрізах мезозою. У межах Ширкентського бар'єру широко представлені дуже своєрідні та мальовничі форми скульптурного (руїнного) рельєфу.

## Флора та фауна

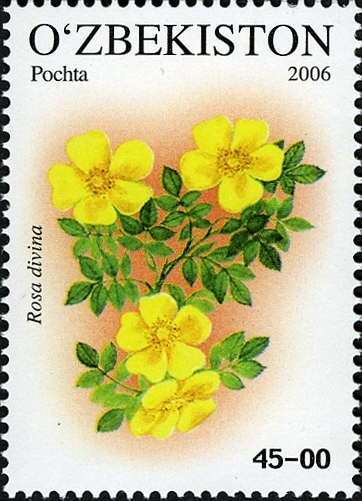
Rosa divina на поштовій марці Узбекистану

Тваринний світ відрізняється великою різноманітністю. Фауна Ширкенту становить близько 150 видів хребетних, із них 30 видів ссавців. Серед ссавців виділяються гризуни, великі та дрібні хижаки, у тому числі сніговий барс (Uncia uncia), кам'яна куниця (Martis foina), ведмідь (Ursus arctos), горностай (Mustela erminea) та ласиця (M.nivallis). Найбільше видове розмаїття мають птахи — 40 осілих і 55 перелітних видів, рідкісні з них — білоголовий сип (Gyps fylvus), туркестанський балабан (Falco cherriug catsi), рудоголовий сапсан (F. perefrinoides) та інші види.
Рослинність підпорядкована висотно-кліматичним факторам, внаслідок чого спостерігається послідовна зміна:
- від ксерофітного рідколісся (1000—1800 м) види деревних порід представляють каркас кавказький (Celtis caucasica), мигдаль бухарський (Amygdalus bucharica), клен Регеля (Acer Regelii), глід (Cratagnus sp.), кустарники ) тощо;
- широколистяних лісів (1800—2600 м), арчових лісів (2000—3000 м), тут трапляються ендеміки Середньої Азії — арча зеравшанська (Juniperus seravschanica) та арча напівкуляста (Juniperus semiglobosa) — розвиваються тут із крейдового періоду, також ростуть види лікарських рослин — материнка дрібноквіткова (Origanum tyttanthum), звіробій шорсткий (Hypericum scabrum), звіробій звичайний (Hypericum perforatum), горицвіт туркестанський (Adonis turkestanicus) тощо;
- субальпійських лук (2800—3000 м), де зростають не менше 350 видів вищих рослин, більша частина яких має кормове, лікарське і харчове значення — торон дубильний (Polygonum coriarium), юган кормовий (Prangos pabularia), види дуднику (Angelica ternata) півонія велична (Paeonia intermedia), тюльпани (Tulipa sp.) тощо;
- до альпійських лук у поєднанні з гірськими степами (3000—4000 м). Унікальність рослинності району полягає в тому, що широколистяні мезофільні ліси повсюдно поєднуються із хвойними, причому останні на граничних висотах трапляються в чистому вигляді. Цим Ширкент відрізняється від лісів Зеравшанського та Туркестанського хребтів.

## Сліди динозаврів
В ІПП Ширкенті в пізньоюрському періоді від 160 до 140 мільйонів років на території в заплаві річки Ширкент мешкали справжні динозаври, сліди яких можна побачити донині.

### Ширкентазавр
Shirkento sauropus shirkentensis
Назва: родова та видова назва від району Ширкент.
Опис. Великі та середні розміри трипалих слідів двоногого пальцеходячого динозавра. Перші та п'яті пальці редуковані і не залишають слідів на ґрунті. Стопа широка, з маловідокремленою широкозакругленою п'ятою. Пальці майже паралельні один одному, їхній передній край має округлі обриси, іноді слабо загострений. Сліди копій не спостерігалися. Середній палець трохи виступає вперед від бічних, або зовсім не виступає. Бічні пальці погано відокремлені від області п'яти і видаються довшими від середнього. Осі окремих слідів практично паралельні осьової лінії ланцюжків і відхиляються від неї не більше ніж на 7-10 см. Глибина відбитків 3-5 см. Розміри в м:
- Довжина стопи 0.48
- Ширина стопи 0.38
- Довжина сері. пальця 0.26
- Ширина пальців 0.09
- Довжина кроку від 0.48 до 1.69

Розташування: південний схил Гіссарського хребта біля верхів'їв лівої притоки річки Ширкент. Близько 200 відбитків стоп, згруповані у 3 десятки ланцюгів різної довжини.

### Харкушозавр
<bbig>Kharkushosauropus kharkushensisРодова та видова назва від району Харкуш.
Великі три пальці відбитків слідів двоногих пальців динозавра 1-го 5-го пальців зменшуються і не залишають слідів спереду, сліди значно притискаються до породи. П'ятий ізольований і має закруглені контури відбитків частково покривають лінію і розгортаються в обох напрямках не більше 5-7⁰ кута між 2-м та 3-м пальцями, довший, ніж 2-й та 4-а конфігурація пальців на деяких відбитках, вказує на наявність кігтів глибини відбитків 4-7
- Розміри в м
- Голотип
- Довжина стопи 0.57
- Ширина стопи 0.47
- Довжина 3-го пальця 0.29
- Довжина 2-го пальця 0.18
- Довжина 4-го пальця 0.16
- Довжина кроку від 0.69 до 1.80

Південний схил Гісарського хребта у верхів'ях лівого притоку річки Ширкент за 4 кілометри на схід від Киргиз-кишлаку. Матеріал: близько 50 відбитків стоп, згрупованих у кілька ізольованих ланцюжків різної довжини.

### Мірзозавр
Mirzosauropus tursunzadevi
Назва: назва роду та виду на честь поета Мірзо Турсунзаде, який народився дещо на схід від місцезнаходження слідів у к. Каратаг. Опис. Трьохпалі овальні сліди великого двоногого динозавра. Форма невиразна. Сліди сильно втиснуті в породу та оточені валиками стисненого ґрунту. Відрізняються нечіткі відбитки 3 коротких і широких пальців ширококонічної форми. Кут між 2 і 3 пальцями - 25 градусів, а між 3-м та 4-м 20 градусами. Відбиток 3-го пальця набагато ширший, ніж відбиток 2-го та 4-го. Перші та п’яті пальці, очевидно, редуковані. Не було очевидних слідів кігтів. П'яткова область велика і широка. Глибина відбитків 4-6 см. Розміри, м голотип
- Довжина стопи 0,68
- Довжина 3-го пальця 0,54
- Довжина 2-го пальця 0,08
- Довжина 4-го пальця 0,06
- Довжина кроку 0,68-1,8

Порівняння. Від усіх відомих на території Середньої Азії слідів тероподового типу відрізняється областю п'яти. Формою і розмірами нагадує вугільний зліпок зі сліду, залишеного у верхньокрейдяних відкладах штату Юта в Америці. Однак в останнього середній палець більш чітко виражений і значно довший за бічні. Деяка подібність цих слідів має зі слідами з верхнього горизонту гори Сатаплія в Західній Грузії, але вони відрізняються більшими розмірами і більш давнім віком. Зауваження: В. П. Новіков і В. В. Радиліловський віднесли ці сліди до чотирилапих зауроподів. Однак відбитків передніх ніг не знайдено. Це означає, що тварина була двоногою. Місцезнаходження. Південний схил Гісарського хребта, біля верхів'їв лівого притоку річки Ширкент, за 4-х км на схід від Киргизкишлаку. Матеріал. Близько 50 відбитків стоп, згрупованих у кілька ізольованих ланцюжків різної довжини.

### Регарозавр
Regarosauropus manoviНазва роду від району Регар.Опис: трипалі сліди середніх розмірів двоногого динозавра, пальці вузькі. Глибина відбитків 2-4 см. Розміри в м. Голотип
- Довжина стопи 0.26
- Ширина стопи 0.16
- Довжина 3-го пальця 0.16
- Довжина 2-го пальця 0.135

Розташування: південний схил Гісарського хребта у верхів'ях лівої притоки річки Ширкент. Матеріал: близько 45 відбитків стоп, згрупованих у кілька ланцюгів різної довжини.